# Grzyboniszczka korownicowa
Grzyboniszczka korownicowa (Syzygospora pallida (Hauerslev) Ginns) – gatunek grzybów należący do rodziny nitkopodstawkowcowatych (Filobasidiaceae).

## Systematyka i nazewnictwo
Pozycja w klasyfikacji według Index Fungorum: Syzygospora, Filobasidiaceae, Filobasidiales, Incertae sedis, Tremellomycetes, Agaricomycotina, Basidiomycota, Fungi.
Po raz pierwszy opisany został jako Christiansenia pallida przez K. Hauersleva w 1969 r. Obecną, uznaną przez Index Fungorum nazwę, nadał mu James Herbert Ginns w 1986 r.
Władysław Wojewoda w 1998 r. nadał mu polską nazwę grzybolubka korownicowa, w 2003 r. zmienił ją na grzyboniszczka korownicowa

## Morfologia
Plecha
Grzyb tworzy szarobiałą, galaretowatą, mięsistą powłokę o barwie kremowożółtej na hymenium porażonego grzyba Phanerochaete sordida. Po wysuszeniu staje się rogowaty, twardy o barwie od jasno do ciemnoszarej.
Cechy mikroskopowe
Strzępki ze sprzążkami na prawie wszystkich przegrodach. Czasami na przegrodach tworzą się także ssawki o średnicy do 8 µm, okazjonalnie rozgałęzione. Podstawki 4–6 zarodnikowe, 42–105 × 7–9,5 µm, wytwarzające uderzająco duże, elipsoidalne bazydiospory, lekko spłaszczone z jednej strony, z wyraźnym wierzchołkiem, 7–9 × 16–18 µm. Konidia elipsoidalne, czasami prawie w kształcie hantli, 9 × 16,5 µm, powstające na rozgałęzionych konidioforach. Przegroda dzieli je na dwie nierówne komórki, większa, lekko bulwiasta jest dolna komórka. Początkowo rozwijają się oddzielnie, następnie tworzą zygokonidium, które później może kiełkować.

## Występowanie i siedlisko
Znany jest w Europie, GBIF podaje też po jednym wystąpieniu w Azji, Ameryce Północnej i Australii. Występuje również w Polsce, aktualne stanowiska podaje także internetowy atlas grzybów. Znajduje się w nim na liście gatunków zagrożonych i wartych objęcia ochroną.
Grzyb nagrzybny będący pasożytem korownicy kremowej (Phanerochaete sordida).